# Platyhypnidium obscurum
Platyhypnidium obscurum är en bladmossart som beskrevs av Fleischer 1923. Platyhypnidium obscurum ingår i släktet Platyhypnidium och familjen Brachytheciaceae. Inga underarter finns listade i Catalogue of Life.